# Sammukat Manbidż
Sammukat Manbidż – wieś w Syrii, w muhafazie Aleppo. W 2004 roku liczyła 2115 mieszkańców.